# Giuseppe Mazzuoli (pittore)

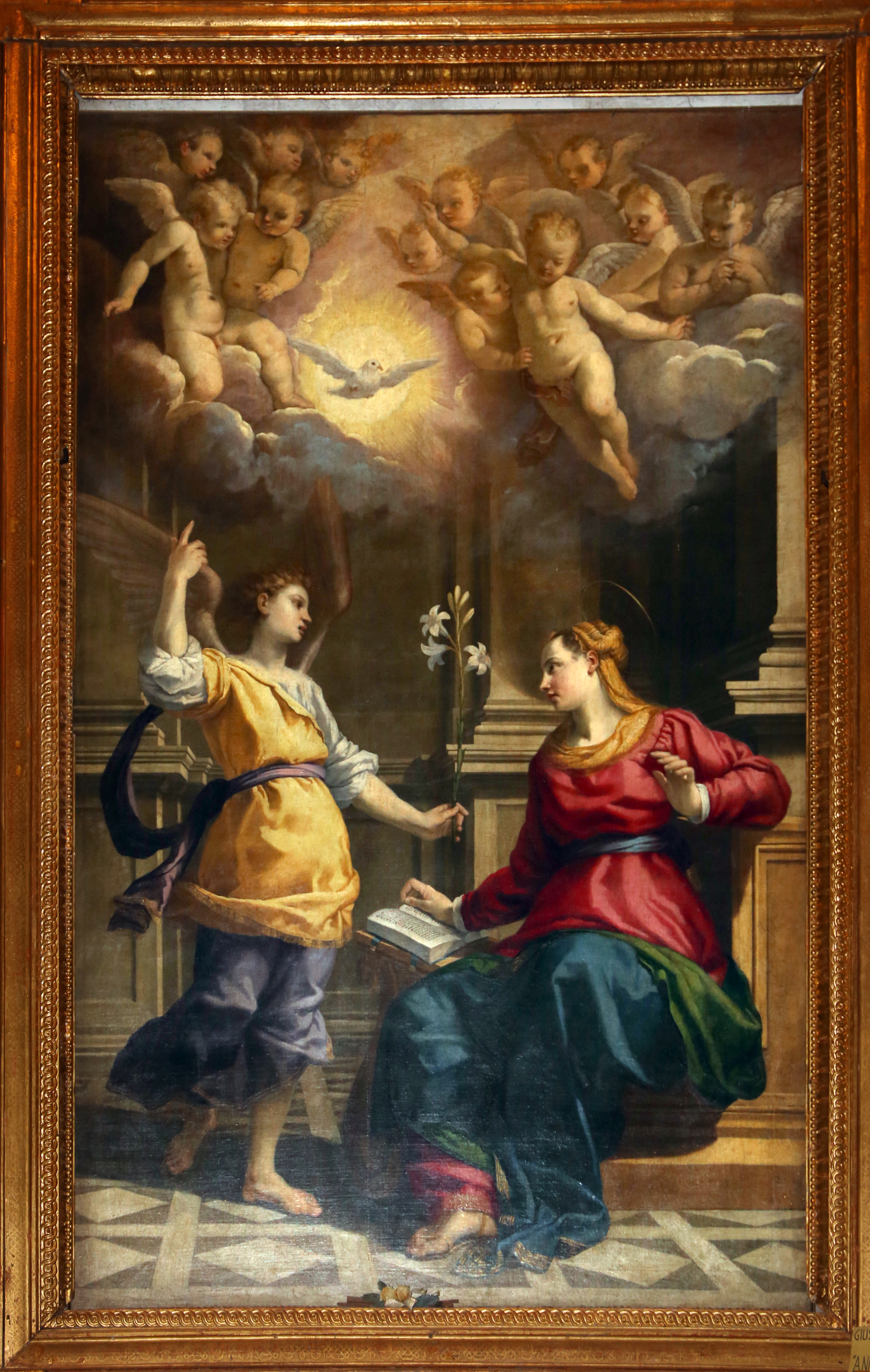
Annunciazione, Ferrara

Giuseppe Mazzuoli, detto Bastarolo o Bastaruolo (Ferrara, c. 1536 – 9 novembre 1589), è stato un pittore italiano.

## Biografia
Sono assenti notizie sulla sua formazione. Dalle opere pervenute, appartenenti alle ultime fasi della sua attività,  appare educatosi nell'ambito della cultura ferrarese. Presso la Pinacoteca Nazionale di Ferrara si conservano la Deposizione dalla croce e un ciclo di otto tele, attribuite al Bastarolo, che raffigurano scene della vita di Gesù e in origine collocate nel soffitto della chiesa del Gesù. Nella Deposizione appare evidente la vicinanza del pittore alla cultura espressiva manierista. Un'Annunciazione, databile attorno al 1585,  si trova tuttora nella Chiesa del Gesù. Proveniente dall'Oratorio di Santa Barbara è la pala raffigurante Madonna col Bambino in gloria fra le sante Orsola e Barbara venerata dalle zitelle, ora conservata presso i musei Civici di Arte Antica di Ferrara, una delle ultime opere del pittore. Qui il Bastarolo presenta un'immagine devozionale che si caratterizza per un linguaggio semplice e popolare. La chiesa di San Giorgio Martire di Trecenta conserva la pala Sant'Eligio vescovo in adorazione del crocifisso.